# 加東郡
加東郡（日语：／ Katō gun */?）是過去位於兵庫縣中部的郡，已於2006年3月20日因無管轄町村而被廢除。
過去的範圍包括現在的加東市和小野市的全部區域。

## 歷史
在令制國時代屬於播磨國，最初屬於賀茂郡一部分，但後來被分割為加東郡及加西郡兩郡。19世紀末江戶時代結束之際，加東郡分屬幕府旗本、一橋德川家、小野藩、姬路藩、濱松藩、棚倉藩、古河藩、三草藩、壬生藩領地。
隨著1868年幕府的結束及接著實施的廢藩置縣政策，曾分別先後隸屬兵庫裁判所、兵庫縣、小野県、姬路縣、鶴舞縣、棚倉縣、古河縣、三草縣、壬生縣，1871年全數被整併到飾磨縣內，1876年再次整併後屬於兵庫縣。
1879年實施郡區町村編制法，正式的設置了近代的行政區劃「加東郡」，郡役所設於社村（位於現在的加東市）。

### 沿革

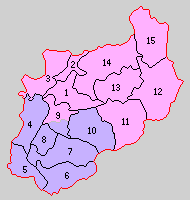
1889年加東郡轄下的行政區劃
1.社村 2.加茂村 3.瀧野村 4.河合村 5.來住村 6.市場村 7.小野村 8.大部村 9.福田村 10.下東條村 11.中東條村 12.上東條村 13.米田村 14.上福田村 15.鴨川村
（紫色：現屬小野市、桃色：現屬加東市）

- 1889年04月1日：實施町村制，加東郡下設：社村、加茂村（日语：加茂村 (兵庫県加東郡)）、瀧野村、河合村（日语：河合村 (兵庫県)）、來住村（日语：来住村）、市場村（日语：市場村 (兵庫県)）、小野村、大部村（日语：大部村 (兵庫県)）、福田村（日语：福田村 (兵庫県)）、下東條村（日语：下東条村）、中東條村（日语：中東条村）、上東條村（日语：上東条村）、米田村（日语：米田村 (兵庫県)）、上福田村（日语：上福田村）、鴨川村（日语：鴨川村）。（15村）
- 1896年7月1日：實施郡制（日语：郡制），設立郡參事會（日语：郡参事会）。
- 1912年06月1日：社村改制為社町（日语：社町）。[2]（1町14村）
- 1915年05月1日：小野村改制為小野町（日语：小野町 (兵庫県)）。（2町13村）
- 1923年04月1日：廢除郡會和郡參事會。
- 1925年04月1日：瀧野村改制為瀧野町（日语：滝野町）。[2]（3町12村）
- 1926年07月1日：廢除郡役所，此後郡不再作為行政區劃，只作為地名的表示。
- 1954年03月31日：瀧野町和加茂村合併為新設立的瀧野町。[2]（3町11村）
- 1954年12月1日：小野町、河合村、來住村、市場村、大部村、下東條村合併為小野市，並脫離加東郡。（2町6村）
- 1955年03月31日：（3町）
  - 社町、福田村、米田村、上福田村、鴨川村合併為新設立的社町。[2]
  - 中東條村和上東條村合併為東條町（日语：東条町）。[2]
- 1956年04月1日：社町的古川和久保木地區被併入小野市。
- 2006年03月20日：社町、瀧野町、東條町合併為加東市[2]，並脫離加東郡；同時加東郡因無管轄町村而被廢除。

### 變遷表
| 1889年4月1日 | 1889年-1926年       | 1926年-1944年       | 1944年-1954年        | 1954年-1989年        | 1989年-現在          | 現在                 |
| ------------ | ------------------- | ------------------- | -------------------- | -------------------- | -------------------- | -------------------- |
| 社村         | 1912年6月1日 社町   | 1912年6月1日 社町   | 1912年6月1日 社町    | 1955年3月31日 社町   | 2006年3月20日 加東市 | 2006年3月20日 加東市 |
| 米田村       |                     |                     |                      | 1955年3月31日 社町   | 2006年3月20日 加東市 | 2006年3月20日 加東市 |
| 福田村       |                     |                     |                      | 1955年3月31日 社町   | 2006年3月20日 加東市 | 2006年3月20日 加東市 |
| 上福田村     |                     |                     |                      | 1955年3月31日 社町   | 2006年3月20日 加東市 | 2006年3月20日 加東市 |
| 鴨川村       |                     |                     |                      | 1955年3月31日 社町   | 2006年3月20日 加東市 | 2006年3月20日 加東市 |
| 加茂村       | 加茂村              | 加茂村              | 1954年3月31日 瀧野町 | 1954年3月31日 瀧野町 | 2006年3月20日 加東市 | 2006年3月20日 加東市 |
| 瀧野村       | 1925年4月1日 瀧野町 | 1925年4月1日 瀧野町 | 1954年3月31日 瀧野町 | 1954年3月31日 瀧野町 | 2006年3月20日 加東市 | 2006年3月20日 加東市 |
| 中東條村     | 中東條村            | 中東條村            | 中東條村             | 1955年3月31日 東條町 | 2006年3月20日 加東市 | 2006年3月20日 加東市 |
| 上東條村     |                     |                     |                      | 1955年3月31日 東條町 | 2006年3月20日 加東市 | 2006年3月20日 加東市 |
| 下東條村     | 下東條村            | 下東條村            | 1954年12月1日 小野市 | 1954年12月1日 小野市 | 1954年12月1日 小野市 | 1954年12月1日 小野市 |
| 河合村       |                     |                     | 1954年12月1日 小野市 | 1954年12月1日 小野市 | 1954年12月1日 小野市 | 1954年12月1日 小野市 |
| 來住村       |                     |                     | 1954年12月1日 小野市 | 1954年12月1日 小野市 | 1954年12月1日 小野市 | 1954年12月1日 小野市 |
| 市場村       |                     |                     | 1954年12月1日 小野市 | 1954年12月1日 小野市 | 1954年12月1日 小野市 | 1954年12月1日 小野市 |
| 小野村       | 1915年5月1日 小野町 | 1915年5月1日 小野町 | 1954年12月1日 小野市 | 1954年12月1日 小野市 | 1954年12月1日 小野市 | 1954年12月1日 小野市 |
| 大部村       |                     |                     | 1954年12月1日 小野市 | 1954年12月1日 小野市 | 1954年12月1日 小野市 | 1954年12月1日 小野市 |